# Autlán de Navarro
Autlán de Navarro är en kommunhuvudort i Mexiko.   Den ligger i kommunen Autlán de Navarro och delstaten Jalisco, i den södra delen av landet, 500 km väster om huvudstaden Mexico City. Autlán de Navarro ligger 915 meter över havet och antalet invånare är 42 155.
Terrängen runt Autlán de Navarro är huvudsakligen kuperad, men norrut är den bergig. Runt Autlán de Navarro är det ganska tätbefolkat, med 75 invånare per kvadratkilometer. Autlán de Navarro är det största samhället i trakten. Runt Autlán de Navarro är det i huvudsak tätbebyggt.